# Herz einer Unbeugsamen
Herz einer Unbeugsamen (DVD-Titel: Das Herz einer Unbeugsamen; Originaltitel: Follow the River) ist ein für das Fernsehen produzierter Abenteuerfilm aus dem Jahr 1995. Regie führte Martin Davidson, das Drehbuch schrieb Jennifer Miller nach dem gleichnamigen Roman von James Alexander Thom. In den Hauptrollen sind Sheryl Lee und Ellen Burstyn zu sehen.

## Handlung
Die schwangere Mary Ingles lebt mit ihrem Mann und ihrem Sohn in einem ruhigen Ort in den Blue Ridge Mountains. Eines Tages überfallen Shawnee-Indianer das Volk. Viele Bewohner des Ortes werden getötet oder durch die Eindringlinge gefangen genommen, unter den Gefangenen sind auch Mary und ihr Sohn.
Während der Gefangenschaft bekommt Mary ihr Kind. Weil der Häuptling des Stammes, Wildcat, Gefallen an Mary findet, wird sie zwar gut behandelt, dennoch beschließt sie zu fliehen. Gemeinsam mit einer Mitgefangenen kann sie sich befreien, ihre Kinder muss sie jedoch zurücklassen.
Mary findet den Weg zurück in ihr Dorf, befürchtet aber, ihre Kinder niemals wieder zu sehen. Wildcat ist jedoch so beeindruckt von Mary, dass er ihre Kinder frei lässt und sie zurück zu ihrer Familie können.

## Veröffentlichung
Der Film wurde erstmals am 22. April 1995 im US-amerikanischen Fernsehen ausgestrahlt. Die deutschsprachige Erstausstrahlung war am 18. Oktober 1998 auf RTL II.
Die Erstveröffentlichung auf DVD erfolgte am 1. März 2005.